# Lisa Angiolini
Lisa Angiolini (Poggibonsi, 29 de junio de 1995) es una deportista italiana que compite en natación, especialista en el estilo braza. Ganó una medalla de plata en el Campeonato Europeo de Natación de 2022, en la prueba de 100 m braza.

## Palmarés internacional
| Campeonato Europeo | Campeonato Europeo | Campeonato Europeo | Campeonato Europeo |
| Año                | Lugar              | Medalla            | Prueba             |
| ------------------ | ------------------ | ------------------ | ------------------ |
| 2022               | Roma (Italia)      | Medalla de plata   | 100 m braza        |